# Борнштедт (коммуна)
Борнштедт (нем. Bornstedt) — община в Германии, в земле Саксония-Анхальт.
Входит в состав района Мансфельд. Подчиняется управлению Мансфельдер Грунд-Хельбра. Население составляет 851 человек (на 31 декабря 2010 года). Занимает площадь 9,29 км².

## Население
| Год  | Численность | Численность |
| ---- | ----------- | ----------- |
| 2014 | 834         | [ 1 ]       |
| 2017 | 800         | [ 2 ]       |
| 2019 | 791         | [ 4 ]       |
| 2021 | 793         | [ 5 ]       |
| 2022 | 790         | [ 6 ]       |
| 2023 | 782         | [ 3 ]       |